# Commission historique pour la recherche d'État de Prusse-Orientale et Occidentale
La Commission historique pour la recherche d'État de Prusse-Orientale et Occidentale (HiKo-OWP) est fondée en 1923 à Königsberg.

## Mission
C'est l'une des plus jeunes commissions historiques régionales du Reich allemand d'alors. Elle a pour compétence géographique le territoire des provinces prussiennes de Prusse-Orientale et Occidentale, telles qu'elles existent jusqu'en 1920. Dans la crise économique de l'époque, la commission coordonne les projets des anciennes associations d'histoire de la Prusse-Orientale et Occidentale (Dantzig), en coopération avec l'Université de Königsberg et d'autres institutions publiques et privées consacrées à l'histoire de la Prusse.

## Après 1945
En lien avec l'Institut Herder de Marbourg, la commission reprend ses travaux en 1950. Les grandes éditions de sources médiévales et la série de monographies peuvent être poursuivies après une pause de plusieurs décennies. Avec un manuel pour la période allant de la fin du Moyen Âge à la fin de la Seconde Guerre mondiale et deux publications volumineuses, un bilan intermédiaire est possible.
Les recherches de la Commission historique et de son personnel sont présentées et discutées chaque année lors de conférences publiques. Leurs résultats sont publiés dans la série de livres Tagungsberichte. Selon la faisabilité financière, la série de livres Einzelschriften est disponible pour les monographies. La newsletter Prussia, publiée depuis 1963, se poursuit depuis 2010 avec la Copernicus-Vereinigung für Geschichte und Landeskunde Westpreußens sous le nom de Jahrbuch Preußenland.

## Collaborations
Le sous-financement chronique (même avant 1945) de la Commission historique rend nécessaire l'accueil de projets plus importants dans d'autres institutions. Le « Preußische Wörterbuch » tenu par l'Académie des sciences et des lettres de Mayence est achevé avec beaucoup de difficulté, tandis que le Historisch-Geographische Atlas des Preußenlandes (le plus récemment à l'Académie des sciences de Göttingen) est interrompu après la livraison 15 pour des raisons financières. Il convient également de mentionner les bibliographies historiques d'État de l'Institut Herder et l'édition de sources importantes par des employés des Archives d'État secrètes du patrimoine culturel prussien (de) à Berlin. Kurt Forstreuter, qui a vu les anciennes archives d'État à Königsberg, est un "agent de liaison" avec les archives secrètes de l'État.
La coopération avec les collègues des pays voisins, dont certaines parties de la Prusse-Orientale et Occidentale font aujourd'hui partie des territoires nationaux, existe depuis des décennies.

## Présidents
- Otto Krauske (de), Königsberg (1923-1927)
- Max Hein (de), Königsberg (1927-1945)
- Erich Keyser (de), Marbourg (1950–1965)
- Hans Koeppen (de), Göttingen (1965-1974)
- Udo Arnold, Bonn (1974–1995)
- Bernhart Jähnig, Berlin (1995–2010)
- Arno Mentzel-Reuters, Augsbourg/Munich (2010–2019)
- Jürgen Sarnowsky (de), Hambourg (depuis 2019)